# Stazione di Genova Piazza Manin
Stazione di Genova Piazza Manin vasútállomás Olaszországban, Genova településen.

## Vasútvonalak
Az állomást az alábbi vasútvonalak érintik:
- Genova–Casella-vasútvonal

## Kapcsolódó állomások
A vasútállomáshoz az alábbi állomások vannak a legközelebb:
- San Pantaleo railway station (Stazione di Casella, Genova–Casella-vasútvonal)